# Antiblemma barine
Antiblemma barine là một loài bướm đêm trong họ Erebidae.